# Oreorchis aurantiaca
Oreorchis aurantiaca là một loài thực vật có hoa trong họ Lan. Loài này được P.J.Cribb & N.Pearce mô tả khoa học đầu tiên năm 1997.